# Voorlopige Regering van de Republiek China
De Voorlopige Regering van de Republiek China (Chinees: 中華民國臨時政府, Zhōnghuá Mínguó Línshí Zhèngfǔ) was een voorlopige regering gecontroleerd door Japan die bestond van 1937 tot 1940 tijdens de Tweede Chinees-Japanse Oorlog.

## Geschiedenis
Na de verovering van Noord-China werd er een collaborerend regime gecreëerd als onderdeel van de Japanse strategie om een autonome bufferzone te vestigen tussen China en het door Japan gecontroleerde Mantsjoekwo. Het controleerde de provincies Hebei, Shantung, Shanxi, Henan en Jiangsu.
De Voorlopige Regering van de Republiek China werd officieel ingehuldigd door Wang Kemin, die voormalig minister van financiën was in Kwomintang-China, op 14 december 1937. De hoofdstad was Peking.
Door het feit dat de Japanners geen echte autoriteit gaven aan de regering werd het in diskrediet gebracht bij de plaatselijke bevolking.
Samen met de Hervormde Regering van de Republiek China fusioneerde het land tot de Wang Tsjing-Wei regering op 30 maart 1940. In de praktijk bleef het land virtueel onafhankelijk onder de naam Noord-Chinese Politieke Raad tot aan het einde van de oorlog.